# Tour of Oman 2013
Il Tour of Oman 2013, quarta edizione della corsa, valevole come evento dell'UCI Asia Tour 2013, si svolse in sei tappe dall'11 al 16 febbraio 2013 su un percorso di 938,5 km. La vittoria fu appannaggio del britannico Chris Froome, che completò il percorso in 23h28'33" alla media di 39,977 km/h, precedendo lo spagnolo Alberto Contador e l'australiano Cadel Evans.
Al traguardo di Matrah Corniche 137 ciclisti, su 142 partenti, portarono a termine la competizione.

## Tappe
| Tappa  | Data        | Percorso                                       | km    | Vincitore di tappa | Leader cl. generale |
| ------ | ----------- | ---------------------------------------------- | ----- | ------------------ | ------------------- |
| 1ª     | 11 febbraio | Al Musannah > Sultan Qaboos University         | 162   | Marcel Kittel      | Marcel Kittel       |
| 2ª     | 12 febbraio | Fanja in Bidbid > Al Bustan                    | 146   | Peter Sagan        | Peter Sagan         |
| 3ª     | 13 febbraio | Nakhal Fort > Wadi Dayqah Dam                  | 190   | Peter Sagan        | Peter Sagan         |
| 4ª     | 14 febbraio | Al Saltiyah in Samail > Jabal Al Akhdar        | 152,5 | Joaquim Rodríguez  | Chris Froome        |
| 5ª     | 15 febbraio | Al Alam Palace > Ministry of Housing in Boshar | 144   | Chris Froome       | Chris Froome        |
| 6ª     | 16 febbraio | Hawit Nagam Park > Matrah Corniche             | 144   | Nacer Bouhanni     | Chris Froome        |
| Totale | Totale      | Totale                                         | 938,5 |                    |                     |

## Squadre e corridori partecipanti
| N.    | Cod. | Squadra                |
| ----- | ---- | ---------------------- |
| 1-8   | OPQ  | Omega Pharma-Quickstep |
| 11-18 | SKY  | Sky Procycling         |
| 21-28 | BMC  | BMC Racing Team        |
| 31-38 | RLT  | RadioShack-Leopard     |
| 41-48 | TST  | Team Saxo-Tinkoff      |
| 51-58 | AST  | Astana Pro Team        |
| 61-68 | CAN  | Cannondale Pro Cycling |
| 71-78 | ARG  | Team Argos-Shimano     |
| 81-88 | KAT  | Katusha Team           |

| N.      | Cod. | Squadra                          |
| ------- | ---- | -------------------------------- |
| 91-98   | FDJ  | FDJ.fr                           |
| 101-108 | OGE  | Orica-GreenEDGE                  |
| 111-118 | ALM  | AG2R La Mondiale                 |
| 121-128 | TNE  | Team NetApp-Endura               |
| 131-138 | IAM  | IAM Cycling                      |
| 141-148 | VCD  | Vacansoleil-DCM Pro Cycling Team |
| 151-157 | BAR  | Bardiani Valvole-CSF Inox        |
| 161-168 | CCS  | Champion System                  |
| 171-177 | JPN  | Giappone                         |

## Dettagli delle tappe

### 1ª tappa
- 11 febbraio: Al Musannah > Sultan Qaboos University – 162 km

Risultati
| Pos. | Corridore         | Squadra   | Tempo    |
| ---- | ----------------- | --------- | -------- |
| 1    | Marcel Kittel     | Omega Ph. | 4h04'59" |
| 2    | Davide Appollonio | AG2R      | s.t.     |
| 3    | Nacer Bouhanni    | FDJ.fr    | s.t.     |

| Pos. | Corridore         | Squadra      | Tempo    |
| ---- | ----------------- | ------------ | -------- |
| 1    | Marcel Kittel     | Omega Ph.    | 4h04'49" |
| 2    | Davide Appollonio | AG2R         | a 4"     |
| 3    | Bobbie Traksel    | Champion Sy. | s.t.     |

### 2ª tappa
- 12 febbraio: Fanja in Bidbid > Al Bustan – 146 km

Risultati
| Pos. | Corridore      | Squadra    | Tempo    |
| ---- | -------------- | ---------- | -------- |
| 1    | Peter Sagan    | Cannondale | 3h48'36" |
| 2    | Tony Gallopin  | RadioShack | a 5"     |
| 3    | Martin Elmiger | IAM        | s.t.     |

| Pos. | Corridore      | Squadra    | Tempo    |
| ---- | -------------- | ---------- | -------- |
| 1    | Peter Sagan    | Cannondale | 7h53'25" |
| 2    | Tony Gallopin  | RadioShack | a 9"     |
| 3    | Martin Elmiger | IAM        | a 11"    |

### 3ª tappa
- 13 febbraio: Nakhal Fort > Wadi Dayqah Dam – 190 km

Risultati
| Pos. | Corridore         | Squadra    | Tempo    |
| ---- | ----------------- | ---------- | -------- |
| 1    | Peter Sagan       | Cannondale | 5h06'28" |
| 2    | Greg Van Avermaet | BMC        | a 1"     |
| 3    | Tony Gallopin     | RadioShack | s.t.     |

| Pos. | Corridore         | Squadra    | Tempo     |
| ---- | ----------------- | ---------- | --------- |
| 1    | Peter Sagan       | Cannondale | 12h59'43" |
| 2    | Tony Gallopin     | RadioShack | a 16"     |
| 3    | Greg Van Avermaet | BMC Racing | a 26"     |

### 4ª tappa
- 14 febbraio: Al Saltiyah in Samail > Jabal Al Akhdar – 152,5 km

Risultati
| Pos. | Corridore         | Squadra | Tempo    |
| ---- | ----------------- | ------- | -------- |
| 1    | Joaquim Rodríguez | Katusha | 3h34'48" |
| 2    | Chris Froome      | Sky     | a 4"     |
| 3    | Cadel Evans       | BMC     | a 22"    |

| Pos. | Corridore        | Squadra      | Tempo     |
| ---- | ---------------- | ------------ | --------- |
| 1    | Chris Froome     | Sky          | 16h35'05" |
| 2    | Cadel Evans      | BMC          | a 24"     |
| 3    | Alberto Contador | Saxo-Tinkoff | a 25"     |

### 5ª tappa
- 15 febbraio: Al Alam Palace > Ministry of Housing in Boshar – 144 km

Risultati
| Pos. | Corridore         | Squadra      | Tempo    |
| ---- | ----------------- | ------------ | -------- |
| 1    | Chris Froome      | Sky          | 3h29'19" |
| 2    | Alberto Contador  | Saxo-Tinkoff | s.t.     |
| 3    | Joaquim Rodríguez | Katusha      | s.t.     |

| Pos. | Corridore        | Squadra      | Tempo     |
| ---- | ---------------- | ------------ | --------- |
| 1    | Chris Froome     | Sky          | 20h04'13" |
| 2    | Alberto Contador | Saxo-Tinkoff | a 27"     |
| 3    | Cadel Evans      | BMC          | a 39"     |

### 6ª tappa
- 16 febbraio: Hawit Nagam Park > Matrah Corniche – 144 km

Risultati
| Pos. | Corridore      | Squadra | Tempo    |
| ---- | -------------- | ------- | -------- |
| 1    | Nacer Bouhanni | FDJ.fr  | 3h24'20" |
| 2    | Matthew Goss   | Orica   | s.t.     |
| 3    | Taylor Phinney | BMC     | s.t.     |

| Pos. | Corridore        | Squadra      | Tempo     |
| ---- | ---------------- | ------------ | --------- |
| 1    | Chris Froome     | Sky          | 23h28'33" |
| 2    | Alberto Contador | Saxo-Tinkoff | a 27"     |
| 3    | Cadel Evans      | BMC          | a 39"     |

## Evoluzione delle classifiche
| Tappa              | Vincitore          | Classifica generale Maglia rossa | Classifica a punti Maglia verde | Classifica giovani Maglia bianca | Classifica squadre        | Classifica combattività |
| ------------------ | ------------------ | -------------------------------- | ------------------------------- | -------------------------------- | ------------------------- | ----------------------- |
| 1ª                 | Marcel Kittel      | Marcel Kittel                    | Marcel Kittel                   | Marcel Kittel                    | Bardiani Valvole-CSF Inox | Bobbie Traksel          |
| 2ª                 | Peter Sagan        | Peter Sagan                      | Marcel Kittel                   | Peter Sagan                      | Cannondale                | Bobbie Traksel          |
| 3ª                 | Peter Sagan        | Peter Sagan                      | Peter Sagan                     | Peter Sagan                      | BMC Racing Team           | Bobbie Traksel          |
| 4ª                 | Joaquim Rodríguez  | Chris Froome                     | Peter Sagan                     | Kenny Elissonde                  | BMC Racing Team           | Bobbie Traksel          |
| 5ª                 | Chris Froome       | Chris Froome                     | Chris Froome                    | Kenny Elissonde                  | BMC Racing Team           | Bobbie Traksel          |
| 6ª                 | Nacer Bouhanni     | Chris Froome                     | Chris Froome                    | Kenny Elissonde                  | BMC Racing Team           | Bobbie Traksel          |
| Classifiche finali | Classifiche finali | Chris Froome                     | Chris Froome                    | Kenny Elissonde                  | BMC Racing Team           | Bobbie Traksel          |

## Classifiche finali

### Classifica generale - Maglia rossa
| Pos. | Corridore          | Squadra      | Tempo     |
| ---- | ------------------ | ------------ | --------- |
| 1    | Chris Froome       | Sky          | 23h28'33" |
| 2    | Alberto Contador   | Saxo-Tinkoff | a 27"     |
| 3    | Cadel Evans        | BMC          | a 39"     |
| 4    | Joaquim Rodríguez  | Katusha      | a 50"     |
| 5    | Rinaldo Nocentini  | AG2R         | a 1'13"   |
| 6    | Johann Tschopp     | IAM          | s.t.      |
| 7    | Vincenzo Nibali    | Astana       | a 1'19"   |
| 8    | Kenny Elissonde    | FDJ.fr       | a 1'34"   |
| 9    | Domenico Pozzovivo | AG2R         | a 1'44"   |
| 10   | Maxime Bouet       | AG2R         | a 1'57"   |

### Classifica a punti - Maglia verde
| Pos. | Corridore         | Squadra      | Punti |
| ---- | ----------------- | ------------ | ----- |
| 1    | Chris Froome      | Sky          | 33    |
| 2    | Alberto Contador  | Saxo-Tinkoff | 29    |
| 3    | Joaquim Rodríguez | Katusha      | 26    |
| 4    | Nacer Bouhanni    | FDJ.fr       | 26    |
| 5    | Tony Gallopin     | RadioShack   | 21    |

### Classifica giovani - Maglia bianca
| Pos. | Corridore        | Squadra  | Tempo     |
| ---- | ---------------- | -------- | --------- |
| 1    | Kenny Elissonde  | FDJ.fr   | 23h30'07" |
| 2    | Yannick Eijssen  | BMC      | a 35"     |
| 3    | Geoffrey Soupe   | FDJ.fr   | a 1'18"   |
| 4    | Marco Canola     | Bardiani | a 2'46"   |
| 5    | Andrea Pasqualon | Bardiani | a 3'18"   |

### Classifica a squadre
| Pos. | Squadra            | Tempo     |
| ---- | ------------------ | --------- |
| 1    | BMC Racing Team    | 70h30'18" |
| 2    | AG2R La Mondiale   | a 18"     |
| 3    | FDJ.fr             | a 2'51"   |
| 4    | IAM Cycling        | a 3'03"   |
| 5    | RadioShack-Leopard | a 6'48"   |